# Butch Walker
Bradley Glenn "Butch" Walker, född 14 november 1969 i Rome i Georgia, är en amerikansk sångare, musiker, låtskrivare och musikproducent. Han har spelat i grupperna SouthGang och Marvelous 3 och producerat album för artister som Bowling for Soup, Avril Lavigne, Simple Plan, Pink och Katy Perry.